# 松嶺鳥屬
松嶺鳥屬（意為「松嶺山脈的鳥」）是白堊紀早期的史前鳥類。其化石是在中國遼寧九佛堂组（Jiufotang Formation）發現。九佛堂組的年代受到質疑，有可能是屬於阿普第階。其下只有一個物種，就是凌河松嶺鳥。
松嶺鳥是燕鳥的近親，連同義縣鳥祖成一個初期鳥類的分支。它們有時會被認為與義縣鳥是同一屬，但卻不被廣泛接受。